# AQ 인터랙티브
AQ 인터랙티브(AQ Interactive)는 일본의 비디오 게임 개발사이자 배급사이다. AQ는 아티스틱 퀄리티(Artistic Quality)를 대표하는 단어이다. 아툰, 카비아, 피플러스, 그리고 최근에는 미국의 개발사 엑시드 게임스의 모회사였다. AQ 인터랙티브와 자회사들은 AQ 인터랙티브라는 이름으로 게임들을 제작했으며 마이크로소프트 게임 스튜디오와 닌텐도 등 닫른 배급사들을 위해 개발하였다.

## 출시한 게임
- 러브★콤플렉스
- 큐빅 닌자
- 바보와 시험과 소환수